# John Heard

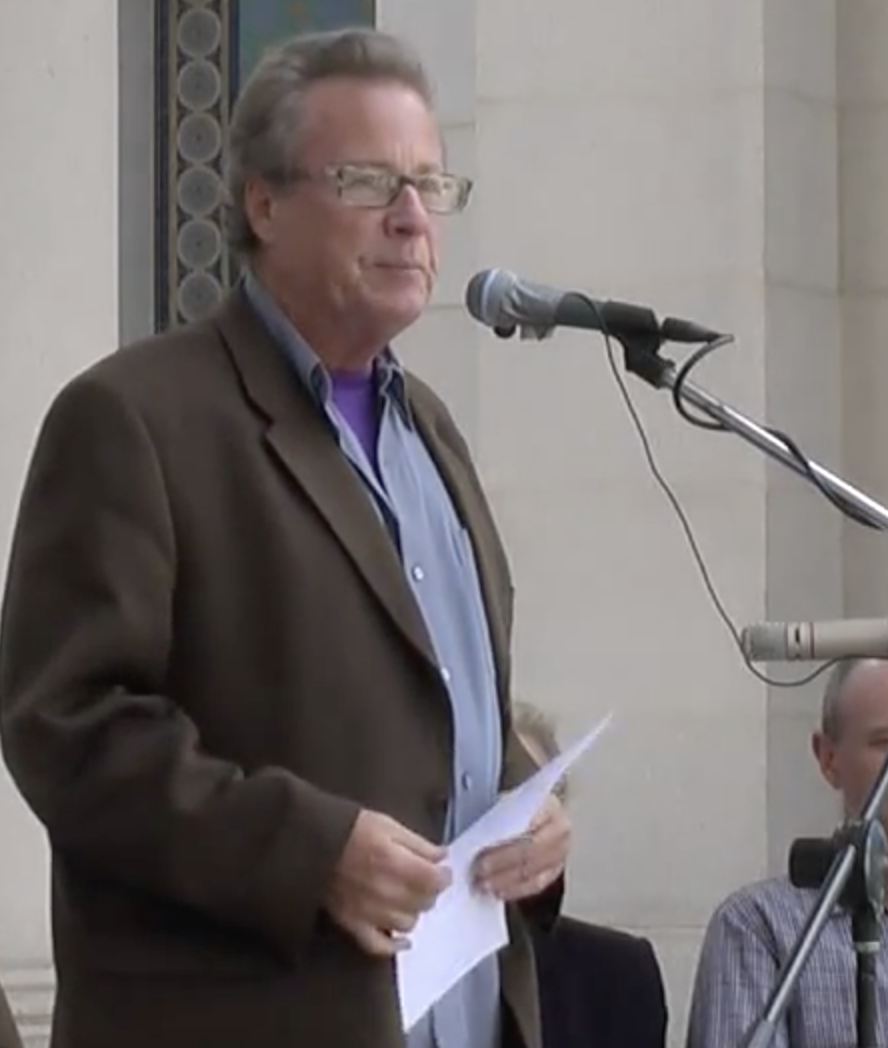
John Heard, 2010

John Matthew Heard (* 7. März 1946 in Washington, D.C.; † 21. Juli 2017 in Palo Alto, Kalifornien) war ein US-amerikanischer Schauspieler.

## Leben
John Heard absolvierte im Jahr 1964 die Gonzaga College High School in Washington (D.C.) und im Jahr 1968 die Clark University in Worchester, Massachusetts. Heard machte sich zunächst in den 1970er-Jahren als Theaterschauspieler einen Namen. Heard erhielt 1977 einen Theatre World Award sowie den Obie Award für seine Rolle als Ivy Leaguer Micah Broadstreet in G.R. Point, einem von David Berry verfassten Theaterstück über den Vietnamkrieg. Einen zweiten Obie Award gewann Heard zwei Jahre später für seine Darstellung in Othello.
Als Schauspieler vor der Kamera debütierte Heard in dem Fernsehdrama Valley Forge aus dem Jahr 1975. In der Komödie Hals über Kopf (1979) übernahm er die Hauptrolle. Weitere Hauptrollen spielte er an der Seite von Jeff Bridges als paranoider, kriegsversehrter Vietnamveteran im Neo-Noir-Thriller Cutter’s Way – Keine Gnade (1981) sowie neben Nastassja Kinski und Malcolm McDowell in dem Thriller Katzenmenschen (1982). Für seine Rolle in der Miniserie Tender Is the Night (1985) war er 1987 für einen CableACE Award nominiert. Der vielseitige Darsteller verlegte sich im Laufe der 1980er-Jahre zusehends auf die Darstellung von Nebenrollen. In den Komödien Kevin – Allein zu Haus (1990) und Kevin – Allein in New York (1992) spielte er die Rolle von Peter McCallister, den Vater von Kevin McCallister, den Macaulay Culkin verkörperte.
In dem Thriller Die Killer-Brigade spielte Heard an der Seite von Gene Hackman, Joanna Cassidy und Tommy Lee Jones und in Die Akte (1993) war er neben Julia Roberts in der Rolle eines FBI-Agenten zu sehen. In der Komödie Desert Blue (1998) übernahm er die Rolle von Prof. Lance Davidson, dem Vater von Skye Davidson (Kate Hudson). Für seine Auftritte in der Fernsehserie Die Sopranos wurde er im Jahr 1999 für einen Emmy nominiert. Von 2005 bis 2006 trat er in zehn Episoden der Fernsehserie Prison Break auf. Sein Schaffen umfasst mehr als 170 Film- und Fernsehproduktionen.
Heard heiratete im Jahr 1979 die Schauspielerin Margot Kidder, von der er im selben Jahr wieder geschieden wurde. Später heiratete er Sharon Heard; aus der Ehe gingen zwei Kinder hervor. Aus seiner Verbindung mit der Schauspielerin Melissa Leo ging ein Sohn hervor. John Heard wurde am 21. Juli 2017 in einem Hotelzimmer in Palo Alto tot aufgefunden, in dem er einem Herzinfarkt erlegen war.

## Filmografie (Auswahl)
- 1975: Valley Forge (Fernsehfilm)
- 1977: Zwischen den Zeilen (Between the Lines)
- 1977: First Love
- 1978: Rush It
- 1978: Alptraum hinter Gittern (On the Yard)
- 1979: Der scharlachrote Buchstabe (The Scarlet Letter, Miniserie)
- 1979: Hals über Kopf (Chilly Scenes of Winter)
- 1980: Herzschläge (Heart Beat)
- 1981: Cutter’s Way – Keine Gnade (Cutter’s Way)
- 1982: Katzenmenschen (Cat People)
- 1983: Legs – Dancing Rocketts (Legs, Fernsehfilm)
- 1984: Eiskalt geschändet (Violated)
- 1984: C.H.U.D. – Panik in Manhattan (C.H.U.D.)
- 1984: Der nackte Wahnsinn (Too Scared to Scream)
- 1984: New York – Tanger (Best Revenge)
- 1985: Die Himmelsstürmer (Heaven Help Us)
- 1985: Die Zeit nach Mitternacht (After Hours)
- 1985: Tender Is the Night (Miniserie, 4 Folgen)
- 1985: A Trip to Bountiful – Reise ins Glück (The Trip to Bountiful)
- 1986: Miami Vice (Fernsehserie, Folge 2x14)
- 1987: Zwischenleben (Out on a Limb, Miniserie, 2 Folgen)
- 1987: Der Equalizer (The Equalizer, Fernsehserie, Folge 3x04)
- 1987: Dear America – Briefe aus Vietnam (Dear America: Letters Home from Vietnam, Dokumentarfilm, Sprechrolle)
- 1988: Telefon Terror (The Telephone)
- 1988: Milagro – Der Krieg im Bohnenfeld (The Milagro Beanfield War)
- 1988: Das siebte Zeichen (The Seventh Sign)
- 1988: Marcie – Eine Frau sieht rot (Necessity, Fernsehfilm)
- 1988: Big
- 1988: Verraten (Betrayed)
- 1988: Freundinnen (Beaches)
- 1989: Die Killer-Brigade (The Package)
- 1989: Vom Haß besessen (Cross of Fire, Fernsehfilm)
- 1990: Wendezeit (Mindwalk)
- 1990: The End of Innocence
- 1990: Kevin – Allein zu Haus (Home Alone)
- 1990: Zeit des Erwachens (Awakenings)
- 1991: Die Lust der schönen Rose (Rambling Rose)
- 1991: Getäuscht (Deceived)
- 1992: Flug ins Abenteuer (Radio Flyer)
- 1992: Fäuste – Du mußt um Dein Recht kämpfen (Gladiator)
- 1992: Waterland
- 1992: Ich & Veronica (Me and Veronica)
- 1992: Kevin – Allein in New York (Home Alone 2: Lost in New York)
- 1992: Der schwarze Tod (Dead Ahead: The Exxon Valdez Disaster, Fernsehfilm)
- 1993: Als Baby entführt (There Was a Little Boy, Fernsehfilm)
- 1993: In the Line of Fire – Die zweite Chance (In the Line of Fire)
- 1993: Die Akte (The Pelican Brief)
- 1994: Let’s Make Love Again! (Spoils of War, Fernsehfilm)
- 1994: Ich kämpfe um mein Kind (Because Mommy Works, Fernsehfilm)
- 1994, 1999: Law & Order (Fernsehserie, 2 Folgen)
- 1995: American Masters (Fernsehserie, Folge 9x04)
- 1995: Outer Limits – Die unbekannte Dimension (The Outer Limits, Fernsehserie, Folge 1x11 Das Geisterschiff)
- 1995–1996: Der Klient (The Client, Fernsehserie, 21 Folgen)
- 1996: Davor und danach (Before and After)
- 1996: Ein Präsident für alle Fälle (My Fellow Americans)
- 1997: 187 – Eine tödliche Zahl (One Eight Seven)
- 1997: Executive Power
- 1997: Männer sind zum Küssen da (Men)
- 1997: Silent Cradle
- 1998: Spiel auf Zeit (Snake Eyes)
- 1998: Desert Blue
- 1999: Heimlicher Pakt (The Secret Pact)
- 1999: Fish Out of Water
- 1999–2004: Die Sopranos (The Sopranos, Fernsehserie, 5 Folgen)
- 2000: Rache eines Verurteilten (Animal Factory)
- 2000: Es geschah in Boulder (Perfect Murder, Perfect Town, Miniserie)
- 2000: The Photographer
- 2000: Pollock
- 2001: The Boys of Sunset Ridge
- 2001: O – Vertrauen, Verführung, Verrat (O)
- 2001: The Big Heist (Fernsehfilm)
- 2001: Criminal Intent – Verbrechen im Visier (Law & Order: Criminal Intent, Fernsehserie, Folge 1x08 Machtkampf)
- 2002: Monday Night Mayhem (Fernsehfilm)
- 2002: Ein Hauch von Himmel (Touched by an Angel, Fernsehserie, Folge 8x15)
- 2002: Gefährliches Doppelleben – The Pilot’s Wife (The Pilot's Wife, Fernsehfilm)
- 2002: Law & Order: Special Victims Unit (Fernsehserie, Folge 4x05 Die Russenmafia)
- 2002: Fair Play (Kurzfilm)
- 2002: Hack – Die Straßen von Philadelphia (Hack, Fernsehserie, Folge 1x08)
- 2002: Researching Raymond Burke (Kurzfilm)
- 2003: Word of Honor (Fernsehfilm)
- 2003–2005: CSI: Miami (Fernsehserie, 4 Folgen)
- 2004: Mind the Gap
- 2004: White Chicks
- 2004: My Tiny Universe
- 2004–2005: Jack & Bobby (Fernsehserie, 5 Folgen)
- 2005: Glück in kleinen Dosen (The Chumscrubber)
- 2005: Edison
- 2005: Todesschwarm – Heuschrecken greifen an (Locusts, Fernsehfilm)
- 2005: The Deal - Im Visier der Öl-Mafia (The Deal)
- 2005: Tracks
- 2005: Sweet Land
- 2005: Numbers – Die Logik des Verbrechens (NUMB3RS, Fernsehserie, Folge 2x06 Weiches Ziel)
- 2005–2006: Prison Break (Fernsehserie, 10 Folgen)
- 2006: Steel City
- 2006: Battlestar Galactica (Fernsehserie, Folge 2x17 Mensch und Maschine)
- 2006: Gamers (Gamers: The Movie)
- 2006: Jede Sekunde zählt – The Guardian (The Guardian)
- 2006: Dead Lenny
- 2007: The Lucky Ones
- 2007: The Great Debaters
- 2007: Brothers Three: An American Gothic
- 2007, 2010: Entourage (Fernsehserie, 2 Folgen)
- 2008: P.J.
- 2008: Generation Gap (Fernsehfilm)
- 2008: My Own Worst Enemy (Fernsehserie, Folge 1x07)
- 2009: The Beast (Fernsehserie, Folge 1x08)
- 2009: Southland (Fernsehserie, 2 Folgen)
- 2009: Formosa Betrayed
- 2009: Little Hercules in 3-D
- 2010: The Truth
- 2010: Gravity (Fernsehserie, 3 Folgen)
- 2011: Too Big to Fail – Die große Krise (Too Big to Fail, Fernsehfilm)
- 2011: The Chicago Code (Fernsehserie, 2 Folgen)
- 2012: The Legends of Nethiah
- 2012: A Perfect Ending
- 2012: Stealing Roses
- 2012: Tödliches Spiel – Would You Rather? (Would You Rather)
- 2013: The Insomniac
- 2013: Sharknado – Genug gesagt! (Sharknado, Fernsehfilm)
- 2013: Assault on Wall Street
- 2013: Perception (Fernsehserie, 2 Folgen)
- 2013: Snake & Mongoose (Snake and Mongoose)
- 2013: Runner Runner
- 2013: Torn
- 2014: CSI: Vegas (CSI: Crime Scene Investigation, Fernsehserie, Folge 14x15 Der traurige Tod von Huren)
- 2014: Modern Family (Fernsehserie, Folge 5x15 Kleine Schwächen der Pritchetts)
- 2014: Animals
- 2014: Soldiers of Abu Ghraib (Boys of Abu Ghraib)
- 2014: Person of Interest (Fernsehserie, Folge 3x20 Falle Washington)
- 2014: Sister
- 2014: Mistresses (Fernsehserie, Folge 2x09)
- 2014: Navy CIS: L.A. (NCIS: Los Angeles, Fernsehserie, 3 Folgen)
- 2015: Lizzie Borden – Kills! (The Lizzie Borden Chronicles, Miniserie, 2 Folgen)
- 2015: Tell Tale Lies (The Murder Pact)
- 2015: Boiling Pot
- 2016: Elementary (Fernsehserie, Folge 4x07 Das Herz blutete blau)
- 2016: Is That a Gun in Your Pocket?
- 2016: After the Reality
- 2016: Jimmy Vestvood – Amerikan Hero
- 2016: So B. It
- 2016: MacGyver (Fernsehserie, Folge 1x10)
- 2017: APB – Die Hightech-Cops (APB, Fernsehserie, Folge 1x06)
- 2017: Outsiders (Fernsehserie, Folge 2x12)
- 2017: Bis der Regen kommt (Pray for Rain)
- 2017: Last Rampage – Der Ausbruch des Gary Tison (Last Rampage)
- 2018: The Tale – Die Erinnerung (The Tale)
- 2018: Living Among Us
- 2018: Buoyancy (Kurzfilm)

## Auszeichnungen und Ehrungen
- 1977: Theatre World Award für G.R. Point
- 1976–77: Obie Award für G.R. Point
- 1979–80: Obie Award für Othello und Split
- 1999: Emmy-Nominierung für Die Sopranos